# キョウコ・モリ
キョウコ・モリ（Kyoko Mori、1957年 - ）は、アメリカ合衆国の作家、詩人。日本出身。
兵庫県神戸市に生まれ、母と祖母の影響で早くから英語で文章を書き始める。12歳の時母が自殺、神戸女学院高等学部を卒業後渡米し、ロックフォード・カレッジ (英語) 卒業、ウィスコンシン大学で修士号取得。1993年に初の小説『シズコズドーター』を発表する。その後詩集を出し、小説家として活動する。作品は日本でも翻訳されている。
ハーバード大学で講師を務めた経歴があり、2025年現在、ジョージ・メイソン大学の教授を務める。

## 作品
- Shizuko's Daughter (1993)
- Fallout (1994)（詩集）
- The Dream of Water (1995)
- One Bird (1995)
- Polite Lies（1998）（エッセイ集）
- Stone Field, True Arrow (2000)
- Yarn: Remembering the Way Home （2009）

## 翻訳
- シズコズ・ドーター 池田真紀子訳 青山出版社 1996 のち角川文庫
- めぐみ 池田真紀子訳 青山出版社 1996 のち角川文庫
- 悲しい嘘 部谷真奈実訳 青山出版社 1998
- ストーンフィールド 部谷真奈実訳 青山出版社 2002